# Protubera canescens
Protubera canescens är en svampart som beskrevs av G.W. Beaton & Malajczuk 1986. Protubera canescens ingår i släktet Protubera och familjen Phallogastraceae.   Inga underarter finns listade i Catalogue of Life.